# Numan Çürüksu
Numan Çürüksu (* 2. Dezember 1984 in Trabzon) ist ein türkischer Fußballspieler.

## Karriere
Numan Çürüksu begann mit dem Vereinsfußball in der Jugend von Erdoğduspor und wechselte von dort aus 2004 in die Jugend von Sürmenespor. 2006 erhielt er hier einen Profi-Vertrag und spielte auf Anhieb im Profi-Team als Stammspieler.
Nach einer Saison beim Profi-Team wechselte er innerhalb der Provinz Trabzon zu Ofspor. Hier spielte er zweieinhalb Jahre durchgängig in der Stammformation.
Zum Frühjahr 2010 wechselte er zum Zweitligisten Orduspor. Hier kam er regelmäßig zu Einsätzen. In seiner zweiten Saison kam er deutlich weniger zum Einsatz, schaffte aber mit seinem Verein den Aufstieg in die höchste türkische Spielklasse, die Süper Lig. In seiner ersten Süper-Lig-Saison kam er auf drei Ligapartien.
Mit dem Beginn der Wintertransferperiode 2012/13 wechselte er zum Zweitligisten Kayseri Erciyesspor.
Im Sommer 2014 wechselte er zum Zweitligisten Osmanlıspor FK und arbeitete wieder mit seinem alten Trainer Osman Özköylü zusammen. Im Sommer 2019 verließ er nach fünf Jahren die Hauptstädter und wechselte innerhalb der Liga zu Giresunspor.

## Erfolge
Mit Kayseri Erciyesspor
- Meister der TFF 1. Lig und Aufstieg in die Süper Lig: 2012/13

Mit Osmanlıspor FK
- Vizemeister der TFF 1. Lig und Aufstieg in die Süper Lig: 2014/15
- Letzten 16 im Europa League: 2016/17